# Havok (группа)
Havok — американская трэш-метал группа из Денвера, штат Колорадо. Основана в 2004 году. В настоящее время состоит из Дэвида Санчеса (вокал/гитара), Брэндона Брюса (бас-гитара), Пита Уэббера (ударные) и Риса Скраггса (соло-гитара). С момента подписания контракта с британским лейблом Candlelight Records, Havok выпустила пять студийных альбомов: Burn (2009), Time Is Up (2011), Unnatural Selection (2013), Conformicide (2017) и V (2020).

## История
Дэвид Санчес основал группу со своим одноклассником ударником Хоконом Жогреном. Дуэт искал ведущего гитариста путем вывешивания листовок в Денвере и его пригороде. В результате к группе присоединился местный гитарист Шон Чавес. В конце концов, они создают свой первый состав с басистом Маркусом Корихом, а в 2004 году, Havok записал свое первое демо «Thrash Can». В 2005 году они самостоятельно выпустили ещё один мини-альбом, Murder by Metal. К 2007 году Тайлер Кантрелл взял на себя роль басиста, а Рич Тайс — барабанщика. 19 сентября, с этим новым составом, Havok самостоятельно выпустил свой первый мини-альбом Pwn ’Em All. Брат Тайлера басист Джастин Кантрелл заменил его в нескольких турах в поддержку мини-альбома.
В декабре 2007 года Havok нанял барабанщика Райана Блума, который разослал копию их мини-альбома на различные металлические лейблы, которые они только могли найти. Мини-альбом услышала британская студия экстремального металла Candlelight Records, и вскоре после этого группа решила присоединиться к ней. Осенью 2008 года группа наняла нового басиста Джесси Де Лос Сантоса. 2 июня 2009 года Havok выпустил свой дебютный полноформатный альбом Burn. Тем не менее, Райан Блум покинул группу в апреле, ещё до выхода Burn. Некоторое время его заменял Скотт Фуллер, но в конце концов наняли Пита Уэббера в качестве постоянного ударника. Burn был достаточно хорошо принят в металлическом сообществе, но этого было недостаточно для их вхождения на мировую метал-сцену. Группа должна была выступить на разогреве Primal Fear 20 мая 2010 в Gramercy Theater в Нью-Йорке, однако, гитарист Шон Чавес покинул группу в тот же день. Санчес выучил все соло-партии их песен, и Havok приступил к гастролям как трио. В сентябре 2010 года в Винчестере, штат Вайоминг, Шредер Риис Скраггс присоединился к группе в качестве нового ведущего гитариста.
Затем группа вернулась в студию, чтобы записать свой второй альбом. 29 марта 2011 Havok выпустили альбом Time Is Up. Этот альбом распространялся через металлическое сообщество, получив положительные отзывы от критиков и поклонников. Данный альбом стал определяющим в том, что впоследствии стало известно как «Новая волна» трэш-метал сцены. Успех Time Is Up привел к тому, что Havok стал выступать в больших турах на разогреве таких трэш-метал-ветеранов, как Forbidden, Revocation и White Wizzard; а также в турах на разогреве у Sepultura, Death Angel, Anthrax, The English Dogs, The Casualties, GOATWHORE , 3 Inches of Blood, Skeletonwitch и Exhumed. 2012 год завершен группой выступлениями на разогреве At The Gates, Behemoth, Mayhem, Possessed, Exodus и Sacred Reich.
После года тяжелых гастролей Havok вернулся домой в Денвер с планами о записи своего следующего альбома. Havok приглашен открывать для Testament тур «Dark Roots of Thrash» на их шоу в Денвере после того, как Overkill был вынужден отказаться от тура из-за болезни вокалиста Бобби «Блиц» Эллсуорта. Поклонникам был представлен новый басист Майк Леон, после того, как Джесси покинул группу, чтобы провести время с семьей. Havok начал записывать свой новый альбом весной 2013 года Unnatural Selection, который выпущен 25 июня 2013 года. Вскоре после выхода альбома группа отправилась в Боготе, Колумбия, чтобы играть на фестивале Rock Al Parque, играя, по оценкам[каким?], перед 45 000 аудиторией. Фестиваль также включал Cannibal Corpse и Symphony X.
Третий альбом группы Unnatural Selection, выпущенный 25 июня, в первую неделю отметился на вершине Billboard 200 под номером 154. Продано более 2500 экземпляров по сравнению с их последним релизом Time Is Up, который был продан немногим более 700 копий. Согласно интервью с фронтменом Дэвидом Санчесом, Unnatural Selection будет последним релизом группы на Candlelight Records. Группа движется дальше от Candlelight Records, чтобы расширить свои горизонты с большим лейблом. 11 июля группа объявила о том, что они подписали контракт с Century Media Records.
10 мая 2015 года было объявлено, что гитарист Шон Чавес умер.
22 сентября 2015 года группа объявила о том, что они расстались с басистом Майком Леоном и на замену ему поставили Ника Шенджелиуса из Cephalic Carnage и Job For a Cowboy. В том же месяце было объявлено, что Havok работает над новым альбомом, который вышел в 2017 году. Альбом получил название Conformicide. 17 мая 2018 года группа объявила даты гастролей по Северной Америке, которые начались 13 июля и закончились 5 августа. Группа гастролировала с Jungle Rot и Extinction A.D.
В интервью Sonic Perspectives, опубликованном в июле 2018 года, Санчес заявил, что Havok собирается «прекратить гастроли в ближайшее время» и начать писать новый альбом, который, как он надеется, выйдет к лету 2019 года.

## Участники группы
Текущий состав
- Дэвид Санчес — вокал, ритм-гитара, соло-гитара (2004—настоящее время)
- Риис Скраггс — соло-гитара, бэк-вокал (2010—настоящее время)
- Брэндон Брюс — бас-гитара (2019—настоящее время)
- Пит Уэббер — ударные (2010—настоящее время)

Бывшие участники
- Ник Шенджиелиус — бас-гитара (2015—2019)
- Шон Чавес — ведущая гитара (2004—2010, умер в 2015)
- Маркус Корищ — бас-гитара (2004—2005)
- Тайлер Кантрелл — бас-гитара (2006—2007)
- Джастин Кантрелл — бас-гитара, бэк-вокал (2007—2008)
- Джесси Де Лос Сантос — бас-гитара, бэк-вокал (2009—2012)
- Майк Леон — бас-гитара (2013—2015)
- Хокон Жогрен — ударные (2004—2005)
- Ричи Тайс — ударные (2005—2007)
- Райан Александр Блум — ударные (2007—2009)
- Скотт Фуллер — ударные (2009—2010)

Бывшие сессионные музыканты
- Стивен Санчес — ударные (2007)
- Дэн Гаргиуло — гитара (2014)
- Тодд Стерн — гитара (2014)
- Маршалл Вайчорек — ударные (2014)

## Дискография
- Burn (2009)
- Time Is Up (2011)
- Unnatural Selection (2013)
- Conformicide (2017)
- V (2020)

## Видео
- «Morbid Symmetry» (2009)
- «Covering Fire» (2011)
- «D.O.A.» (2011)
- «Point of No Return» (2013)
- «From the Cradle to the Grave» (2013)
- «Give Me Liberty… Or Give Me Death» (2013)
- «Worse Than War» (2013)
- «Chasing the Edge» (2014)
- «Unnatural Selection» (2015)